# Teirio (ö)
Teirio är en ö i Kiribati.   Den ligger i örådet Abaiang och ögruppen Gilbertöarna, i den norra delen av landet, 50 km norr om huvudstaden Tarawa. Arean är 0,20 kvadratkilometer.
Terrängen på Teirio är platt. Öns högsta punkt är 13 meter över havet. Den sträcker sig 0,4 kilometer i nord-sydlig riktning, och 0,9 kilometer i öst-västlig riktning.